# Zerdana anchonioides
Zerdana anchonioides är en korsblommig växtart som beskrevs av Pierre Edmond Boissier. Zerdana anchonioides ingår i släktet Zerdana och familjen korsblommiga växter. Inga underarter finns listade i Catalogue of Life.